# Mehayast
Mehayast (en árabe: أمهاجر‎, en lenguas bereberes: ⴻⵎⵀⴰⵊⴻⵔ, en francés: M'Hajer) es una comuna marroquí de la provincia de Driuch en la región Oriental. Desde 1912 hasta 1956 perteneció a la zona norte del Protectorado español de Marruecos.